# Дієго Рамос
Дієго Рамос (ісп. Diego César Ramos; нар. 29 листопада 1972) – відомий аргентинський актор. Став відомим українським глядачам завдяки серіалам «Дикий ангел» та «Багаті і знамениті».

## Біографія
Народився Дієго Рамос в родині лікаря-кардіолога та домогосподарки в Буенос-Айресі (Аргентина) 29 листопада 1972 року. До того як стати актором Дієго навчався в коледжі San Francisco de Sales у аргентинській провінції Кордова. Згодом почав успішно зніматись у фільмах та серіалах.

## Особисте життя
Дієго Рамос є відкритим геєм.

## Цікаві факти
- У актора є два рідні брати Крістіан і Ернан та сестра Марія Сільвія[3].
- Ріст актора Дієго Рамоса становить 187 см[3].

## Вибрана фільмографія
1. 1994 — Montaña rusa (телесеріал)
2. 1996 — Sueltos  (телесеріал)
3. 1996 — Gino (телесеріал)
4. 1997 — Багаті і знамениті (телесеріал)
5. 1998 — Ojitos verdes (телесеріал)
6. 1998–1999 — Дикий ангел (телесеріал)
7. 1998 — Buenos vecinos (телесеріал)
8. 2000 — Amor latino (телесеріал)
9. 2001 — Pedro el escamoso (телесеріал)
10. 2006 — Cosados con hijos (телесеріал)
11. 2006 — Patito feo (телесеріал)
12. 2012-2015 — Violetta (телесеріал)
13. 2016 — Resentemental (фільм)
14. 2018 — Rizhoma hotel (міні-серіал)